# بيانكا لاماده
بيانكا لاماده (بالألمانية: Bianka Lamade)‏ (و. 1982  م) هي لاعبة كرة مضرب ألمانية، ولدت في ليونبرغ.

## روابط خارجية
- بيانكا لاماده على موقع رابطة محترفات التنس (الإنجليزية)
- بيانكا لاماده على موقع الاتحاد الدولي لكرة المضرب (الإنجليزية)
- بيانكا لاماده على موقع كأس بيلي جين كينغ (الإنجليزية)
- بيانكا لاماده على موقع خلاصة التنس.كوم (الإنجليزية)